# Ле Петоман
Ле Пе́томан — французький метеорист і артист естради, справжнє ім'я Жозеф Пюжоль (1 червня, 1857—1945).
Він був відомий своїми феноменальним контролем м'язів живота, що дозволяло йому управляти випусканням кишкових газів. Його сценічний псевдонім утворений комбінацією французького дієслова péter, «випускати гази» з суфіксом-mane, який зустрічається в таких словах як токсикоман і може бути переведений як «людина, що випускає гази». Його професія також відома як «флатуліст» або «метеорист».
Жозеф Пюжоль народився в Марселі. Він був одним з п'ятьох дітей в сім'ї Франсуа (каменяря і скульптора) і Рози Пюжоль. Незабаром після закінчення школи, з ним відбувся дивний випадок, коли він плавав в морі. Він опустив свою голову під воду і затримав дихання, і несподівано відчув як крижаний холод проникає в нього ззаду. Він в страху вибрався на берег і із здивуванням побачив як вода витікає з його анусу. Лікар запевнив його, що турбуватися нема про що.
Під час служби в армії він розповів своїм товаришам по службі про свою незвичайну здатність, і неодноразово демонстрував її для їх розваги, набираючи воду в пряму кишку, а потім випускаючи струмінь з анусу на відстань в декілька ярдів. Він також виявив, що може набирати і повітря. За професією Пекар, Пюжоль вирішив спробувати свої сили на сцені, і дебютував в Марселі в 1887 році. Після успішного виступу, він продовжив кар'єру в Парижі, де він виступив в Мулен Руж в 1892.
У деякі моменти виступу, він грав замість флейти через гумову трубку, вставлену в його задній прохід, а також відтворював звукові ефекти від гарматних залпів і грози, а також відтворював Марсельєзу. Він також міг задувати свічки в декількох ярдах від себе. Його аудиторія включала Едуарда, принца Уельського, короля Бельгії Леопольда II і Зігмунда Фрейда. Під час Першої світової війни, Пюжоль, що жахнувся від нелюдяності конфлікту, пішов зі сцени і повернувся до Марселя. Пізніше, він відкрив бісквітну фабрику в Тулоні.
Помер в 1945 році у віці 88 років і був похований на кладовищі Ла Валетт в департаменті Вар, де його могилу можна побачити і сьогодні. Лікарі пропонували його сім'ї велику суму грошей для вивчення його тіла після смерті, але члени сім'ї відкинули цю пропозицію.